# Gagyi mami 2.
A Gagyi mami 2. (eredeti cím: Big Momma's House 2) 2006-ban bemutatott  amerikai akció–filmvígjáték, amely a Gagyi mami-filmek második része. A forgatókönyvet Darryl Quarles és Don Rhymer írta, a filmet John Whitesell rendezte, a zenéjét George S. Clinton szerezte, a producerei David T. Friendly és Michael Green voltak. A Regency Enterprises készítette, a 20th Century Fox forgalmazta.
Amerikában 2006. január 22-én, Magyarországon 2006. március 2-án mutatták be a mozikban.

## Cselekmény
A nemzet érdekében semmi sem drága: ha a haza biztonságáról van szó, Malcolm Turner FBI-ügynök mindenre hajlandó. Így aztán újra nyugdíjaskorú, túlsúlyos nagymamának álcázza magát. Az álruhák mestere ezúttal nemzetbiztonsági ügybe bonyolódik: nevelőnőnek adja ki magát, és beépül a gyanúsított háztartásába, ahol persze – a jóságos pótnagyinak köszönhetően – hamarosan eluralkodik a tökéletes káosz. Turner főnökei a sikeres kémtevékenységnek köszönhetően arra készülnek, hogy lecsapjanak, de a nagymamaruhás akcióhős váratlanul ellentámadásba lendül – ugyanis bevetés közben nagyon szívéhez nőtt a rábízott három gyerkőc.

## Szereplők
| Szereplő                            | Színész                  | Magyar hang            |
| ----------------------------------- | ------------------------ | ---------------------- |
| Malcolm Turner (Nagymami)           | Martin Lawrence          | Kálloy Molnár Péter    |
| Sherri Pierce                       | Nia Long                 | Timkó Eszter           |
| Leah Fuller                         | Emily Procter            | Kökényessy Ági         |
| Kevin Kennelly ügynök               | Zachary Levi             | Barát Attila           |
| Tom Fuller                          | Mark Moses               | Czvetkó Sándor         |
| Molly Fuller                        | Kat Dennings             | Bogdányi Titanilla     |
| Carrie Fuller                       | Chloë Grace Moretz       | Kántor Kitty           |
| Liliana Morales ügynök              | Marisol Nichols          | Kerekes Andrea         |
| Stewart                             | Josh Flitter             | Kardos Bence           |
| Crawford                            | Dan Lauria               | Ujlaki Dénes           |
| Trent Pierce                        | Jascha Washington        | Jelinek Márk           |
| Andrew Fuller                       | Preston és Trevor Shores | Czető Ádám             |
| Constance Stone                     | Sarah Brown              | Antal Olga             |
| Mrs. Gallagher                      | Rhoda Griffis            | Orosz Anna             |
| Oshima                              | Kevin Durand             | Hegedűs Miklós         |
| Casal                               | Cameron Daddo            | Juhász György          |
| Bishop                              | Christopher Jones        | Szabó Máté             |
| Doug Hudson                         | Kirk B.R. Woller         | ?                      |
| Igazgató                            | Andy Stahl               | Rosta Sándor           |
| Brian                               | Mark Joy                 | Cs. Németh Lajos       |
| Ryan                                | Christopher Tavarez      | Stukovszky Tamás       |
| Erskine                             | Marcus Lyle Brown        | Kerekes József         |
| Petra, a dada                       | Shanna Moakler           | Peller Mariann         |
| Isabella                            | Yvonne Landry            | Keönch Anna            |
| Sherrie barátnője a bababoltban     | Lisa Arrindell Anderson  | ?                      |
| Lucy, Fuller titkárnője             | Mehera Blum              | Kéri Kitty             |
| Bonnie, edzőnő                      | Wendy Braun              | Bálinthegyi Papp Anita |
| Lisa, edzőnő                        | Ann Mahoney              | Kiss Anikó             |
| Tassie                              | Deneen Tyler             | Szűcs Kinga            |
| Chad                                | Max Van Ville            | Hamvas Dániel          |
| Bob                                 | William Ragsdale         | Tarján Péter           |
| Szörfboltos lány                    | Kelly Dowdle             | ?                      |
| Művész                              | Arthur Simone            | ?                      |
| Idős férfiak                        | Stocker Fontelieu        | ?                      |
| Idős férfiak                        | Bob Harris               | ?                      |
| Susan, lány a wellness-központban   | Amy Morris               | Németh Orsolya         |
| Joanne, lány a wellness-központban  | Michelle Parylak         | ?                      |
| Crystal, lány a wellness-központban | Deena Dill               | Székely Csilla         |
| Mr. Nybo                            | Emil Beheshti            | Katona Zoltán          |
| Nybo-fiú                            | Vincent Berry            | ?                      |
| Bingós bemondó                      | Cliff Johnson            | Kajtár Róbert          |
| Mérges bingójátékos                 | Regal Rieser             | ?                      |
| Nolinda                             | Roxanne Reese            | Illyés Mari            |
| Idős bingójátékos                   | John Gipson              | ?                      |
| Bingójátékosnők                     | Samantha Beaulieu        | Némedi Mari            |
| Bingójátékosnők                     | Donna DuPlantier         | Bókai Mária            |
| Kutyatulajdonos                     | Victor Talmadge          | Fehér Péter            |
| 'Zone' Luke                         | Brian Gross              | ?                      |
| Parsons                             | Yuji Okumoto             | Simon Aladár           |